# 가곡 (한국 음악)
가곡(歌曲)은 조선 시대에 불린, 관현악 반주가 따르는 전통 성악곡으로 노랫말은 시조를 쓴다. 1969년에 “시조에 곡을 붙여 관현악 반주에 맞추어 부르는 전통음악으로 변화없이 오랜 세월 동안 명맥을 유지하여 왔으며 전문가들에 의해 전승되어온 예술적 가치가 높은 음악”이라는 사유로 대한민국 국가무형문화재로 지정되었다.

## 개요
가곡은 초수대엽(初數大葉)·이수대엽(二數大葉)·삼수대엽(三數大葉) 같은 수대엽 또는 삭대엽(數大葉), 우리말로는 자진한닢 등을 가리킨다. 세조 때의 음악을 모아 놓은 《대악후보》(大樂後譜)에는 여러 곡의 조종(祖宗)이라는 만대엽(慢大葉)만 있고, 1610년의 《양금신보》(梁琴新譜)>에는 만대엽과 중대엽(中大葉)만 실려 있고, 삭대엽은 무도(舞蹈) 때 쓰인다는 이유로 빠졌다. 1680년의 《현금신증가령》에는 중대엽과 삭대엽이 각각 1, 2, 3으로 구분되어 후세의 초수대엽·이수대엽·삼수대엽을 방불케 한다. 18세기의 《성호사설》(星湖僿說)에 의하면, 당시에 벌써 만대엽이 없어진 지 오래되었고, 중대엽도 그것을 좋아하는 사람이 적고, 자진한닢(數大葉)만 통용되었다. 1728년의 《청구영언》(靑丘永言)에는 농(弄)·낙(樂)·편(編), 자진한닢에 추가되었고, 그 후의 《가곡원류》(歌曲源流)에는 그 밖에 중거(中擧)·평거(平擧)·두거(頭擧)가 나타나서 대개 현재와 같게 되었다.

## 가곡의 가사(歌詞)
자진한닢의 가사는 <청구영언>과 <가곡원류>에 실려 있는데, 다음과 같이 5장(章)으로 나뉜다.(우조 초수대엽에서 고른 것이다)

1장 동창(東窓)이 밝았느냐 

 2장 노고지리 우지진다 

 3장 소치는 아희놈은 상기 아니 일었느냐 

 4장 재넘어 

 5장 사래 긴밭을 언제 갈려 하느니

## 가곡의 장단(長短)
가곡의 장단은 16정간(井間, 16박에 해당)이 한 단위이고, 16정간에는 장구(杖鼓) 점(點)이 들어간다. 가곡의 한 장단의 단위는 박자로는 16박이고, 장구 점수(點數)로는 10점이다. 16정간으로 된 음악은 《세종실록》과 거기에 실려 있는 악보에 많이 나오지만, 현재로는 이 가곡밖에 없다. 따라서 이 가곡은 고대음악을 연구하는 데 귀중한 자료가 된다.

## 가곡의 구조(構造)
가곡의 음악도 앞에서 말한 가사와 같이 5장으로 나뉘고, 3장과 4장 사이에 중여음(中餘音)이라는 간주곡(間奏曲)이 끼고, 5장 끝에는 대여음(大餘音)이라는 후주곡(後奏曲)이 달려 있다. 각 장(章)의 길이를 살펴보면 다음과 같다.

1장 32박 (20장구점) 

 2장 27박 (17점) 

 3장 37박 (23점) 중여음 16박 (10점) 

 4장 27박 (17점) 

 5장 48박 (30점) 대여음 53박 (33점) 

각 장이 32박으로 되어 있지 않고, 불규칙한 길이를 가지고 있는 것이 주목된다. 즉 2장은 32박이 아니라 27박으로 고치고, 그 나머지 5박을 3장이 자기의 32박에다 갖다 붙여서 37박으로 증대시켰는데, 이런 3장 같은 예는 세종 때의 <취풍형(醉豊亨)>에서도 보이는 것으로, 모두 종구(終句)에만 나와 종구의 특색을 이루고 있다. 즉 <취풍형>에서 제1구가 16정간, 제2구가 13정간, 그 나머지 3정간을 보태서 제3구는 19정간으로 다음과 같이 되어 있고, 신기하게도 <취풍형> 3구는 가곡의 3장에 부합된다. <취풍형>의 1정간을 가곡의 2정간에 비교하면 아래와 같다.
| 취풍형                           | 가곡                                               |
| -------------------------------- | -------------------------------------------------- |
| 불휘(5정간)                      | 동창이(11정간)                                     |
| 바라매(5정간) 아니 뮐쌔(8정간)   | 노고지리(11정간) 우지진다(15정간)                  |
| 곶됴코(8정간) 여름하나니(11정간) | 소치는 아희놈은(16정간) 상기 아니 일었느냐(21정간) |

각 장(章)을 좀 더 자세히 살펴보면, 그것들을 다음과 같이 세분할 수 있고, 그 고정된 음악의 칸은 가사의 자수(字數)를 한두 자 더 담기도 하고 덜 담기도 한다. 즉 음악은 고정하고 가사는 유동한다.

1장 1-11(11박) 3자 또는 4자 12-19(8박) 2자 또는 3자 20-32(13박) 2자 

 2장 1-11(11박) 2자 또는 4자 12-27(16박) 4자 

 3장 1-5(5박) 3자 6-16(11박) 3자 또는 4자 17-24(8박) 4자 25-37(13박) 4자 

 4장 1-27(27박) 3자 

 5장 1-5(5박) 2자 또는 3자 6-16(11박) 3자 17-32(16박) 4자 33-48(16박) 3자 

초장(初章) 첫 3박에 2자를 부르고, 4박부터 11박까지 가사 1자를 8박에 걸쳐서 길게 굴곡(屈曲)시키는 것이 시조가 비교적 짧은 2박에 걸쳐 꿋꿋하게 뻗어가는 것과 대조를 이룬다. 2장에서 곡이 종지하는데, 최종음이 굴곡 없이 6박에 걸쳐 길게 끄는 것이 특징이다. 3장 끝은 탁임종(濁林鍾)으로 내려와 그치지 않고, 탁중려(濁中呂)에서 탁임종으로 올라와서 3박에 걸쳐 비교적 짧게 그치는 것을 특징으로 한다. 4장은 높이 질러 음(音)을 하행(下行)시키는 것과 그 3자를 각각 3박, 13박, 11박에 길게 굴곡시켜 부르는 것을 특징으로 한다. 5장은 25부터 32장단까지 길게 가사 1자를 흔들었다가 그 끝을 드는 것과 특히 끝자를 반 박에 짧게 끊어서 그치는 것을 특징으로 한다.

## 가곡의 종류(種類)
가곡 일결은 전부 24곡으로 되었고, 특히 여창(女唱)에서는 15곡으로 되었다.

### 가곡의우조(羽調)와계면조(界面調)
가곡에서 우조는 황종(黃鍾)·태주·중려(仲呂)·임종(林鐘)·남려(南呂)의 5음으로 되었고, 그중 황종을 중심음으로 삼은 것이고, 계면조는 주로 황종·중려·임종 3음으로 되었고, 황종을 중심음으로 한 것이다. 두 조(調)를 비교하면 다음과 같다.

우조   仲 林 黃 太 仲 林 南 潢

 계면조 仲 林 黃    仲 林    潢 

즉 우조에서는 중심음과 그 위의 음이 2도를 이루고, 계면조에서는 중심음과 그 위의 음이 4도를 이루는 점에서 양조(兩調)가 각각 다르다. 우조에서 계면조로 변하는 것을 우리말로 '뒤집는다'라고 부른다. 우조를 계면조로 뒤집으려 할 때는 우조는 태주·중려를 각각 중려와 임종으로 바꾼다. 이제 우조초수대엽과 계면조 초수대엽을 비교해 보면 우조 초수대엽의 태주와 중려, 계면조 초수대엽에서 중려와 임종으로 바뀐 것을 알 수 있다.

### 자진한닢과 농·낙·편(弄·樂·編)
초수대엽은 첫째치라고도 불리고, 특히 우조 초수대엽은 가곡 24곡의 맨 처음에 불리고, 또 이수대엽보다 오히려 빠른 점에서 초수대엽은 먼저 목을 풀기 위해 불리는 것이 아닐까 생각된다. 그리고 여창에서는 불리지 않는다. 이수대엽은 긴 자진한닢이라고도 불리듯이 자진한닢 중에서 가장 템포가 느리고, 동시에 첫머리를 탁임종(濁林鍾)으로 눌러내는 점과 이수대엽의 가사가 <청구영언>에서 가장 많은 지면을 차지한 점에서 자진한닢의 본곡(本曲)이라고도 하겠으며, 그 나머지는 모두 이수대엽의 변형이라고 하겠다. 중거(中擧)는 일명 중허리 또는 중허리드는 자진한닢이라 하듯이, 이수대엽의 첫째 장단의 중허리, 즉 제12박의 음을 드러내서 이수대엽을 변주한 곡이다. 이수대엽은 제12박을 태주에서 눌러내서 중려로 올라가게 하는데, 중거는 반대로 남려로 드러내서 중려로 내려가게 한다. 즉 같은 중려 음에 도달하는데, 하나는 아래에서부터, 또 하나는 위에서부터 도달하는 셈이다. 평거(平擧)는 막내는 자진한닢이라고도 하는데, 막낸다는 뜻은 이수대엽같이 탁임종으로 눌러내는 것도 아니고, 또 삼수대엽같이 청황종(淸黃鍾)으로 질러내는 것도 아니고, 그중간 청, 즉 중려로 낸다는 뜻이다. 평거도 앞에 말한 중거와 뒤에 말할 두거(頭擧)와 함께 모두 이수대엽의 변주곡이다. 두거(頭擧)는 문자상으로는 첫머리를 드러내는 것이지만, 실제로는 계면 두거같이 평거와 똑같이 막내고 드러내지 않는다. 평거나 두거나 다 같이 중려로 시작한다. 두거는 일명 존 자진한닢이라 하듯이, 이수대엽보다 갑절이나 템포가 빠르고, 평거보다도 빠른 것이 특징이라고 하겠다. 삼수대엽은 이수대엽을 탁임종으로 눌러내는 것과 반대로, 청황종으로, 즉 그보다 12도나 높게 질러내는 것을 특징으로 한다. 소용(騷聳)은 삼수대엽같이 높게 질러내지만, 간주곡인 중여음을 따라서 '오'라는 구음(口音)으로 노래하는 것을 특색으로 한다. 가사의 자수가 삼수대엽보다 많음은 물론이다. 이상 말한 것은 모두 자진한닢에 속하고, 이하에 말할 농·낙·편은 따로 소가곡(小歌曲)이라고도 불리듯 자진한닢과 구별된다. 첫째로 이것들은 자진한닢보다 많은 자수(字數)의 가사를 가졌고, 가사가 너무 길 때는 3장 또는 5장의 음악을 확장할 경우도 있다. 둘째로 특히 우조 낙(樂)과 편(編)에서는 우조의 자진한닢에 나오는 황종·탁남려·탁임종으로 변하고 있다. 셋째로 편(編)은 다음과 같이 16박 단위를 그 참는 시가(時價), 즉 악보의 공백을 빼어내는 것에 의하여 10박 단위로 줄인다.

### 가곡의 여창(女唱)과 남창(男唱)
여창에서는 남창에서와 달리 초수대엽이 불리지 않고, 또 삼수대엽·소용이·정얼롱·얼락·얼편같이 청황종 이상으로 높게 질러내는 곡이 빠졌다. 또 여창이 남창과 다른 점은 황종 이상의 음을 속청(falsetto)으로 부르고, 또 남창에 나오는 황종·탁남려·탁임종으로 된 음형(音形)이 여창에서는 태주·중려·탁남려·탁임종의 음형으로 변한다. 이같이 가곡 24곡은 우조의 이수대엽을 주곡(主曲)으로 하여, 그것을 계면조로 뒤집고, 또 첫머리의 음고(音高)를 여러 가지로 변화시키며 또 템포와 리듬을 변화시키고 또는 유형을 변화시키고 남창을 여창으로 변화시키는 여러 가지 방법 등에 의하여 이루어진 커다란 변주곡이라고 하겠다. 이 가곡은 영산회상과 함께 한국음악의 변주방법을 연구하는 데 쌍벽을 이루는 자료이다.

## 참고 자료
- 가곡 - 국가유산청 국가유산포털
- 이 문서에는 다음커뮤니케이션(현 카카오)에서 GFDL 또는 CC-SA 라이선스로 배포한 글로벌 세계대백과사전의 내용을 기초로 작성된 글이 포함되어 있습니다.